# Quello col piede in bocca e altri racconti
Quello col piede in bocca e altri racconti (in originale inglese Him with His Foot in His Mouth) è una raccolta di racconti di Saul Bellow, pubblicata nel 1984 da HarperCollins. Comprende cinque racconti scritti tra il 1974 e il 1984.

## Titoli dei racconti
- Quello col piede in bocca (Him with His Foot in His Mouth), già in "The Atlantic Monthly", novembre 1982.
- Come è andata la vostra giornata? (What Kind of Day Did you Have?), già in "Vanity Fair", febbraio 1984.
- Zetland: visto da un testimone (Zetland: By a Character Witness), già in "Modern Occasions", 1974.
- Un piatto d'argento (A Silver Dish), già in "The New Yorker", settembre 1978
- Cugini (Cousins, 1984), mai pubblicato prima.

## Edizioni italiane
- Saul Bellow, Quello col piede in bocca, traduzione di Ettore Capriolo, Milano, Mondadori (coll. "Omnibus"), 1984.
- Saul Bellow, Quello col piede in bocca, traduzione di Ettore Capriolo, introduzione di Vincenzo Mantovani, Milano, Mondadori (coll. "Oscar narrativa" n. 849"), 1987, 1995, 2000, ISBN 88-04-29765-4.